# ジョーダン・ロシター
ジョーダン・ロシターことジョーダン・バーナード・ロシター（Jordan Bernard Rossiter, 1997年3月24日 - ）は、イギリス (イングランド)・リヴァプール出身のサッカー選手。シュルーズベリー・タウンFC所属。ポジションはミッドフィールダー。

## 経歴

### クラブ
リヴァプールFCの下部組織出身プレーヤーで、2014年にトップ昇格した。
2015年8月24日のプレミアリーグ第3節アーセナル戦で途中出場をし、18歳の若さにしてプレミアリーグデビューを果たした。
2016年5月13日、レンジャーズFCに移籍した。
2019年1月31日、ベリーFCにシーズン終了までのレンタルで移籍。
2019年7月8日、フリートウッド・タウンFCにレンタル移籍。2020年8月3日に完全移籍となった。
2022年6月21日、ブリストル・ローヴァーズFCに2年契約で移籍した。
2024年7月30日、シュルーズベリー・タウンFCに移籍した。

### 代表
各世代別のイングランド代表に選出されている。

## 個人成績
| クラブ       | シーズン | リーグ | リーグ | カップ | カップ | リーグカップ | リーグカップ | UEFA | UEFA | 通算 | 通算 |
| クラブ       | シーズン | 出場   | 得点   | 出場   | 得点   | 出場         | 得点         | 出場 | 得点 | 出場 | 得点 |
| ------------ | -------- | ------ | ------ | ------ | ------ | ------------ | ------------ | ---- | ---- | ---- | ---- |
| リヴァプール | 2014-15  | 0      | 0      | 0      | 0      | 1            | 1            | 0    | 0    | 1    | 1    |
| リヴァプール | 2015-16  | 1      | 0      | 0      | 0      | 0            | 0            | 3    | 0    | 4    | 0    |
| リヴァプール | 通算     | 1      | 0      | 0      | 0      | 1            | 1            | 3    | 0    | 5    | 1    |
| レンジャーズ | 2016-17  | 0      | 0      | 0      | 0      | 0            | 0            | 0    | 0    | 0    | 0    |
| レンジャーズ | 通算     | 0      | 0      | 0      | 0      | 0            | 0            | 0    | 0    | 0    | 0    |
| 総通算       | 総通算   | 1      | 0      | 0      | 0      | 1            | 1            | 3    | 0    | 5    | 1    |